# El ejército
El ejército (en alemán Die Wehrmacht) también llamado Portador de la espada (en alemán Schwertträger) fue una escultura del artista alemán Arno Breker, construida en 1938 por comisión del régimen de Adolf Hitler para ser exhibida en el patio de la Cancillería del Reich. Hacía parte de un par junto con "El partido".

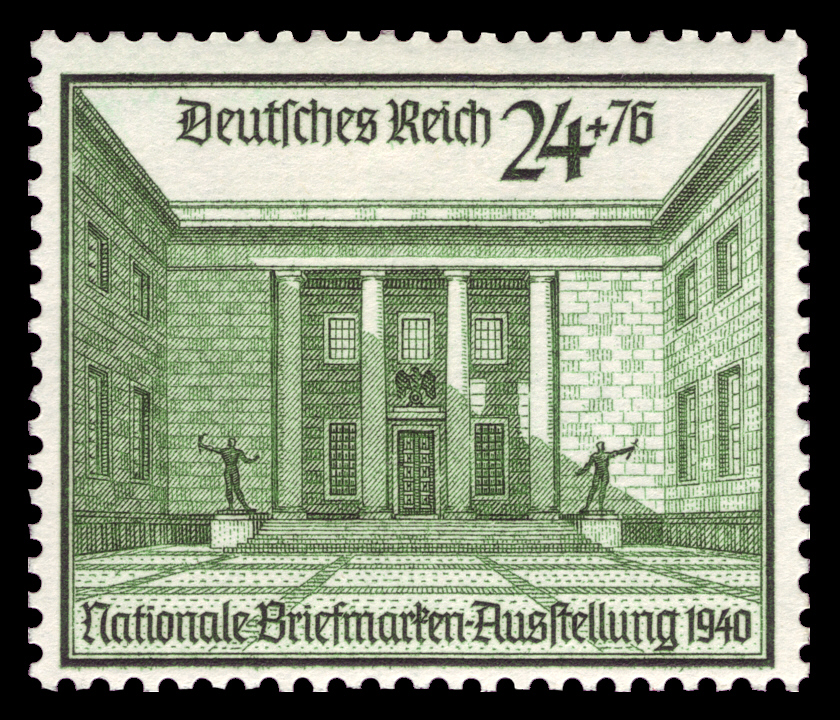
Las estatuas en una estampilla conmemorativa.

## Historia
La escultura fue hecha en 1938 por el escultor alemán Arno Breker, quién le dio el nombre de "Portador de la espada" (Schwertträger), para se exhibida en el patio de la recién construida Nueva Cancillería del Reich obra del arquitecto Albert Speer.
La escultura, que representada a un hombre desnudo hecho en estilo neoclásico cargando una espada, era parte de una pareja junto a "El partido" del mismo artista.
La pieza fue renombrada "El ejército" (Die Wehrmacht) por el propio Hitler quién la vio como una representación las fuerzas armadas unificadas de la Alemania nazi, mejor conocidas por su nombre alemán Wehrmacht. Sin embargo, hasta el final de sus días Breker aseguró que ninguna de sus esculturas fueron hechas con fines políticos diciendo "Nunca he tenido la intención de glorificar ningún sistema de gobierno a través de mi trabajo artístico (...) Si glorifico algo, es la belleza"
Después de la guerra, la estatua fue retirada  de la cancillería, junto con su par "El partido", antes de que se diera inicio a la demolición de la misma, según se puede ver en fotografías tomadas por tropas aliadas. Se desconoce si ambas estatuas fueron destruidas o si simplemente fueron extraviadas durante el caos de la posguerra.